# Jezioro lodowcowe
Jezioro lodowcowe, jezioro glacjalne – rodzaj jeziora powstającego na przedpolu lub w obrębie lodowca, zasilane wodami z jego topnienia. 
Wyróżnia się następujące typy jezior lodowcowych:
- morenowe (jeśli jezioro morenowe powstało po ustąpieniu lodowca wówczas zalicza się go do jezior polodowcowych);
- podlodowcowe (subglacjalne);
- proglacjalne;
- supraglacjalne;
- zastoiskowe.